# Csengeri kistérség
A Csengeri kistérség kistérség Szabolcs-Szatmár-Bereg megyében, központja: Csenger.

## Települései
| Csenger   | Csengersima    | Csengerújfalu | Komlódtótfalu    | Pátyod |
| Porcsalma | Szamosangyalos | Szamosbecs    | Szamostatárfalva | Tyukod |
| Ura       |                |               |                  |        |